# Adolph Deutsch
Adolph Deutsch  (Londen, 20 oktober 1897 – Palm Desert, 1 januari 1980) was een Brits-Amerikaans componist, arrangeur en dirigent.
Deutsch won Oscars voor zijn achtergrondmuziek voor Oklahoma! (1955), en voor zijn werk als dirigent van de muziek voor Seven Brides for Seven Brothers (1954) en Annie Get Your Gun (1950). Hij werd ook genomineerd voor The Band Wagon (1953) en voor de filmversie van Show Boat uit 1951, waarvoor hij het orkest dirigeerde. Voor Broadway en Hollywood dirigeerde, componeerde en arrangeerde hij muziek, maar schreef hij geen liedjes, ook niet voor de Broadway-shows waaraan hij werkte. Naast zijn muziek voor westerns en musicals, componeerde Deutsch ook voor films noirs, waaronder The Mask of Dimitrios (1944), The Maltese Falcon (1941) en Nobody Lives Forever (1946), en voor Billy Wilders comedy's The Apartment (1960) en Some Like It Hot (1959). Een andere bekende film waarvoor Deutsch de muziek schreef, was Vincente Minnelli's Father of the Bride (1950).

## Bron
- Dit artikel of een eerdere versie ervan is een (gedeeltelijke) vertaling van het artikel Adolph Deutsch op de Engelstalige Wikipedia, dat onder de licentie Creative Commons Naamsvermelding/Gelijk delen valt. Zie de bewerkingsgeschiedenis aldaar.

- Biblioteca Nacional de España: XX1044498
- Bibliothèque nationale de France: cb138932332 (data)
- Gemeinsame Normdatei: 134608348
- International Standard Name Identifier: 0000 0001 0917 8145
- Library of Congress Control Number: n85378830
- MusicBrainz: c2a3945a-6b41-496f-8072-7efe10a5c561
- Nationale Bibliotheek van Tsjechië: xx0152191
- Nationale Bibliotheek van Israël: 987007426723505171
- SNAC: w62f7x16
- Système universitaire de documentation: 059868775
- Virtual International Authority File: 76499868
- WorldCat: E39PBJqKcFGbDbhYgdp3DqV6Kd